# Sorbin
Pour l’article homonyme, voir Sorbin (Pologne).
Sorbin est une commune située dans le département de Tenkodogo de la province de Boulgou dans la région du Centre-Est au Burkina Faso.